# سرخس كبير الحراشف
سرخس كبير الحراشف (الاسم العلمي:Polypodium macrolepis) هو نوع نباتي يتبع جنس السرخس من فصيلة السرخسية.